# 南新街街道
南新街街道，是中华人民共和国内蒙古自治区赤峰市红山区下辖的一个乡镇级行政单位。

## 行政区划
南新街街道下辖以下地区：
解放街社区、红星社区、团结社区、新华社区和钢铁街社区。